# Economia do Barém
A produção e o refinamento de petróleo responde a aproximadamente por 60% das exportações, 70% dos rendimentos do governo local e 11% do PIB do Barém. Com uma rede desenvolvida de transporte e comunicação, o país sedia diversas firmas multinacionais com negócios no golfo Pérsico.
Em 1932, foi descoberto petróleo em Awali, no centro da ilha do Barém. A extração do óleo era controlada por petrolíferas norte-americanas, mas passou em grande parte para a administração da BAPCO (Bahrain Petroleum Company). A extração de gás natural e petróleo adquiriu fundamental importância ao país. O arquipélago se tornou centro produtor e ponto de refinação e embarque do óleo cru vindo da Arábia Saudita, que o envia por um oleoduto submarino.
Com a renda do petróleo, diversos projetos industriais em outros segmentos estão em andamento, nas áreas de cimento, alumínio e construção naval. As antigas atividades piratas dos nativos foram substituídas pelo tráfego de frota mercante moderna. O desenvolvimento das atividades bancárias e de serviços transformou o Barém num dos principais centros financeiros e comerciais do Médio Oriente. Esta situação é exemplificada por uma moderna rede de comunicações e pelo aeroporto internacional situado na ilha de Muarraque.
O uso das águas subterrâneas possibilita a prática da horticultura, porém, em quantidade insuficiente para atender toda a população. A tradicional coleta de ostras perolíferas quase desapareceu, em detrimento da menor rentabilidade que a cultura oferece perante a competição das pérolas cultivadas.
Entretanto, o desemprego, especialmente entre os jovens, e a deterioração dos lençóis subterrâneos de água são as principais preocupações nacionais a longo prazo.
O país é o 38º no ranking de competitividade do Fórum Econômico Mundial.